# Neomicropteryx matsumurana
Neomicropteryx matsumurana là một loài bướm đêm thuộc họ Micropterigidae. Nó được Issiki miêu tả năm 1931. Nó được tìm thấy ở Nhật Bản.
Chiều dài cánh trước là 5.1-5.9 mm đối với con đực và 4.7-5.7 mm đối với con cái.